# Josep Sanchis Grau
Josep Sanchis Grau   (València, 19 de juny de 1932 - València, 2 d'agost de 2011) fou un dibuixant de còmics valencià, una de les grans figures de l'Escola Valenciana d'historieta i creador, entre altres personatges, del gat Pumby. Treballà per a la revista Jaimito, d'Editorial Valenciana, on creà sèries humorístiques com El soldadito Pepe, El Capitán Mostachete, Miguelín y El Trenecito, Don Esperpento o Marilín y la moda, per al setmanari Mariló, dirigit al públic femení.

## Biografia
El 1954, en el número 260 de la revista Jaimito, d'Editorial Valenciana, aparegué la seua creació més destacada, el gat Pumbi, sèrie on l'autor deixava anar la seua fantasia, en què aconseguia connectar fàcilment amb el públic infantil. Tant és així que pocs mesos després, el 23 d'abril de 1955 aparegué una nova revista amb el nom del personatge, Pumby, que arribà a superar els mil números, i el desembre del 1959 Super Pumby, on el gat es convertia en un inusual super heroi amb poders procedents de la ingestió de suc de taronja.
Durant els anys 70 dibuixa —també per als còmics d'Editorial Valenciana— historietes protagonitzades pel robot Mazinger Z, inspirades en la pel·lícula japonesa de 1978.
Sanchis col·laborà intensament en totes les publicaciones d'Editorial Valenciana fins que desaparegué, el 1984. Publicà també treballs a la premsa i en revistes humorístiques d'altres editorials. Són destacables els personatges Gaspar (publicat en el suplement infantil del diari Levante-EMV), Benjamín y su pandilla (per al setmanari infantil Trampolín) o Robin Robot, les aventures del qual publicà la revista Zipi y Zape, d'Editorial Bruguera a partir del 1970.
Després de la crisi del còmic infantil ocasionada pels tancaments d'Editorial Valenciana i d'Editorial Bruguera, Sanchis deixà de treballar en la historieta durant anys. El 1991 tornà amb la sèrie Els fills de Pumbi publicada per la revista valenciana per a xiquets Camacuc. El 1993 publicà una història del País Valencià en còmic protagonitzada per Pumbi i el 1994 il·lustrà el Diccionari Il·lustrat de la Llengua Valenciana.
El 1996 fou guardonat amb el Gran Premi del Saló del Còmic de Barcelona per la seua llarga trajectòria en el món del còmic. Eixe mateix any creà una nova capçalera, basada una volta més en el seu personatge més cèlebre: Kuasar Pumby.
El 2001 Sanchis obtingué, després de diversos judicis, els drets d'autor del personatge Pumbi, que eren retinguts pels hereus d'Editorial Valenciana.